# Max Moroff
 (juin 2017).
Maxwell Anthony Moroff (né le 13 mai 1993 à Winter Park, Floride, États-Unis) est un joueur de deuxième but et d'arrêt-court des Pirates de Pittsburgh de la Ligue majeure de baseball.

## Carrière
Max Moroff est réclamé au 16e tour de sélection par les Pirates de Pittsburgh lors du repêchage amateur de 2012. Il commence sa carrière professionnelle dans les ligues mineures en 2012 et après sa première saison au niveau Double-A en 2016, il est nommé joueur de l'année parmi les clubs mineurs affiliés aux Pirates. Dans les mineures, Moroff évolue comme joueur d'arrêt-court et de deuxième but.
Il fait ses débuts dans le baseball majeur avec les Pirates de Pittsburgh le 31 juillet 2016. 